# Commonwealth of Nations
 Der er for få eller ingen kildehenvisninger i denne artikel, hvilket er et problem. Du kan hjælpe ved at angive troværdige kilder til de påstande, som fremføres i artiklen.

Commonwealth of Nations (på dansk tidligere Det Britiske Statssamfund) er en sammenslutning af Storbritannien og en række andre stater, der overvejende er tidligere britiske kolonier, samt områder, der fortsat er under britisk styre eller under administration af andre medlemmer af statssamfundet. The Commonwealth indbefatter i dag dog også lande som Mozambique og Rwanda, der aldrig har været britiske kolonier. 

## De nordamerikanske koloniers løsrivelse
De 13 nordamerikanske koloniers løsrivelse fra den britiske krone og oprettelsen af USA som selvstændig stat førte til en omvurdering af de "hvide" koloniers stilling inden for det britiske imperium. De hvide bosættere i kolonierne krævede større selvstyre. Det førte til, at den britiske regering godkendte en rapport udarbejdet af generalguvernøren i Canada, som anbefalede større selvstyre for de canadiske provinser. Denne ordning blev indført i Canada i 1859, og senere også i Australien og New Zealand. Samtidig med at det britiske imperium underlagde sig store dele af Afrika og Asien som kolonier i sidste halvdel af 1800-tallet, fik de ældre "hvide" kolonier et stadig mere udstrakt selvstyre og en mere uafhængig stilling. På samme tid som de europæiske kolonimagter delte Afrika imellem sig, blev den første imperiekonference i 1887 afholdt mellem Storbritannien og de "hvide" kolonier.

## Dominions
På imperiekonferencen i 1926 blev det vedtaget, at Dominionerne, dvs. de "hvide" kolonier, skulle være selvstyrende enheder inden for Det britiske Statssamfund. Baggrunden for det var blandt andet, at den britiske regering ved krigsudbruddet i 1914 erklærede, at Det britiske Statssamfund var i krig med Tyskland, og det blev accepteret af samtlige Dominioner. Øget selvstyre blev belønningen for opbakningen af det gamle imperium. Dominions stillede også styrker til rådighed for imperiet: Canada stillede 640.000 mand, Australien 417.000, New Zealand 220.000 og Sydafrika, der havde fået dominionstatus i 1910, stillede 136.000. (Også de øvrige britiske kolonier skaffede "moderlandet" vigtige ressourcer til krigsførelsen. Indien stillede alene 1,4 millioner soldater, lige så mange som de "hvide" dominions tilsammen, uden at det førte til en ændring i Indiens kolonistatus.) 
Efter at loven om selvstyre for Irland (Home Rule) blev vedtaget af det britiske parlament i 1920, blev den irske fristat (senere den Irske republik) i 1922 en dominion inden for Statssamfundet. De seks dominions: Canada, Australien, New Zealand, Newfoundland (der blev canadisk provins i 1933), Sydafrika og Irland fik stadig udstrakt selvstyre. Statssamfundet blev delt mellem Storbritannien og de seks dominions som ligeværdige partnere, og resten af det britiske imperium blev som områder direkte underlagt Storbritannien – en deling mellem de hvide og de farvede stater i Statssamfundet. 
I Westminster-statutten fra 1931 blev det præciseret, at en lov vedtaget af det britiske parlament ikke skulle gælde for dominions, uden at den blev vedtaget af disse staters egne parlamenter, og samtidig blev navnet på Statssamfundet ændret til Commonwealth of Nations (Statssamfundet af Nationer). Under den 2. verdenskrig bakkede samtlige dominions igen op om Storbritanniens krigsførelse – med undtagelse af Irland der var neutralt. Kolonierne blev i langt højere grad end under 1. verdenskrig mobiliseret. Indien alene stillede med 2¼ million soldater.

## Statssamfundet i nyere tid
Statssamfundet har i dag 52 medlemslande med et samlet indbyggertal (1988) på omkring 1500 millioner. Flere tidligere britiske kolonier står uden for Statssamfundet, efter at de blev selvstændige stater. Det gælder bl.a. Myanmar (1948), Sudan (1956), Maldiverne (1965) og Sydyemen (1967). 
Det første land, der trak sig ud af Statssamfundet, var Den irske Republik (1949). Senere trak Sydafrika sig ud i 1961 i protest mod den kritik, landets raceundertrykkelse rejste i andre Statssamfundslande. Pakistan trak sig ud i 1972 i protest mod anerkendelsen af Bangladesh (tidligere Østpakistan). 
Tidligere var de såkaldte Statssamfundspræferencer af stor økonomisk betydning for mange medlemmer, og disse præferencer bidrog også til, at en stor del af medlemslandenes udenrigshandel var med andre Statssamfundslande. Disse præferencer gav varer fra Statssamfundslande fri og til tider endog subventioneret adgang til markederne i andre medlemslande. Statssamfundspræferencerne er gradvis blevet afskaffet efter Storbritannien blev medlem af EU, og de øvrige Statssamfundslande har i vid udstrækning fået handelsaftaler eller andre ordninger med EU. (Statssamfundspræferencerne omfattede også Sydafrika, Namibia, Den irske Republik og Myanmar). 
Flertallet af Statssamfundets medlemslande tilhører i dag "den tredje verden". I 1950 lancerede Statssamfundet Colomboplanen for at forbedre økonomien i de mindst udviklede Statssamfundslande. Udviklingssamarbejdet inden for Statssamfundet sker i dag i første række på områder som teknisk udvikling, landbrugsudvikling, sundhed, uddannelse og forskning. Det militære samarbejde inden for Statssamfundet er trappet kraftigt ned, ikke mindst efter at Storbritannien nedlagde sine oversøiske baser øst for Suez. Regeringslederne i Statssamfundslandene mødes regelmæssigt til de såkaldte Statssamfundskonferencer, som efter tur afholdes i medlemsstaternes hovedstæder. I 1965 blev der oprettet et Statssamfundssekretariat i London. Det har ansvaret for at koordinere samarbejdet mellem medlemslandene og for forberedelsen af Statssamfundskonferencer og andre møder inden for Statssamfundet. 
De diplomatiske forbindelser mellem Statssamfundslandene varetages af højkommissariater og højkommissærer, som har samme rang og status som ambassader og ambassadører i forholdet mellem andre stater. Statssamfundslandene har ingen fælles bindende udenrigspolitik og har i flere vigtige spørgsmål været stærkt splittet. Men trods uenighed og trods det at enkelte Statssamfundslande i perioder ikke har haft diplomatiske forbindelser med hinanden, har hidtil kun tre medlemslande forladt Statssamfundet. 
Det tidligere mandatområde Tanganyika blev selvstændig stat og medlem af Statssamfundet i 1961. Zanzibar blev selvstændigt i 1963, og efter sammenslutningen Tanganyika og Zanzibar blev Den forenede Republik Tanzania medlem af Statssamfundet i 1964. Forbundsstaten og kongedømmet Malaya blev en selvstændig stat og medlem af Statssamfundet i 1957 og udvidet til forbundsstaten Malaysia 1963. (Singapore trak sig ud af Malaysia og blev selvstændigt medlem i 1965). 
Vest-Samoa blev selvstændig stat i 1962, men søgte først senere om medlemskab af Statssamfundet.
I 1995 blev den tidligere portugisiske koloni Mozambique optaget som medlem af Commonwealth. Zimbabwe har fra 11. december 2003 frasagt sig at være medlem af Commonwealth of Nations. Gambia også har fra 2. oktober 2013 frasagt sit medlemskab af Commonwealth, men blev medlem igen i 2018.

## Lande i Commonwealth of Nations
De med + mærkede lande, de såkaldte Commonwealth-riger (engelsk: Commonwealth Realm), indgår i en personalunion med Kong Charles 3. som konge. I disse lande (undtagen i Storbritannien selv) repræsenteres kongen af en generalguvernør, der udøver funktionen som statsoverhoved.
De med – mærkede lande har deres egen monark. Resten af landene er republikker.
- Antigua og Barbuda +
- Australien +
- Bahamas +
- Bangladesh
- Barbados
- Belize +
- Botswana
- Brunei -
- Cameroun
- Canada +
- Cypern
- Dominica
- Ghana
- Grenada +
- Guyana
- Indien
- Jamaica +
- Kenya
- Kiribati
- Lesotho -
- Malawi
- Malaysia -
- Maldiverne
- Malta
- Mauritius
- Mozambique
- Namibia
- Nauru
- New Zealand +
- Nigeria
- Pakistan
- Papua Ny Guinea +
- Rwanda
- Saint Kitts og Nevis +
- Saint Lucia +
- Saint Vincent og Grenadinerne +
- Samoa -
- Seychellerne
- Sierra Leone
- Singapore
- Salomonøerne +
- Storbritannien +
- Sydafrika
- Sri Lanka
- Eswatini -
- Tanzania
- Tonga -
- Trinidad og Tobago
- Tuvalu +
- Uganda
- Vanuatu
- Zambia